# Limbuš
Limbuš je naselje v mariborskem mestnem območju, ki leži na desnem bregu Drave ob lokalni cesti Maribor - Ruše v Mestni občini Maribor.
Limbuš in njegovo širše območje imata bogato zgodovino, ki sega v Ilirsko – Keltsko obdobje, ko je bilo naseljeno obrežje Drave ob Starem zalivu, kjer so bila najdena ognjišča in posodje. Iz rimskega obdobja je znano, da se je naselje v času Kristusovega rojstva imenovalo Olimacium. Še danes je ohranjenih sedem rimskih gomil, v katerih je med drugim najden tudi Trajanov novec. Gomile so locirane neposredno ob Dravi, med starim in novim zalivom.
V srednjem veku je bil na Grajskem griču, južno od središča vasi, zgrajen grad, katerega lastniki so bili gospodje Lembachi. Prvič so omenjeni leta 1147 in drugič leta 1189. Njihov rod je v 15. stoletju izumrl in gospostvo je prehajalo na različne dediče. Med njimi so bili Celjski grofje, Frankopani, Galli in Ivniška gospoda. Slednji so grad z vsemi posestvi vred leta 1666 prodali benediktincem iz Šent Pavla na Koroškem, in ti so z gospostvom upravljali vse do leta 1941, s prekinitvijo v času jožefinskih reform. Z osamosvojitvijo Slovenije leta 1991 jim je bilo v denacionalizacijskih postopkih večino posesti ponovno vrnjeno.
Samostojna župnija v Limbušu je nastala potem, ko je pogorela Magdalenska cerkev (v začetku 16. stoletja) in se je magdalenski župnik začasno preselil na območje tedanje Magdalenske podružnice v Limbušu. V obdobju med 1512 in 1524 je nastala župnija Sv. Jakoba Limbuš, ki je prvotno obsegala območje od Ruš do Zrkovcev, kasneje pa so na posameznih območjih nastajale samostojne župnije Ruše, Magdalena, Sv. Jožef in Brezje.
Leta 1820 je na območju Vrhovega dola, na kraju, ki se zdaj imenuje Meranovo, posestvo kupil nadvojvoda Janez Habsburško-Lotarinški, vnuk Marije Terezije, in tu uredil vzorno vinogradništvo, zibelko sodobnega vinogradništva na območju tedanje Štajerske. Leta 1832 je v Hrastju ustanovil še prvo vinogradniško–sadjarsko šolo v tedanji deželi Štajerski. To je v bistvu začetek kmetijskega šolstva na našem območju in predhodnica mariborske srednje kmetijske šole in sedanje Fakultete za kmetijstvo in biosistemske vede Maribor. Meranovo je bilo po zasnovi nadvojvode Janeza primer socialnega odnosa do delavcev, saj je bilo vsako soboto opoldne izplačilo tedenskega zaslužka, ob praznikih pa darilo v obliki vina in moke. Nadvojvoda Janez je ustanovil tudi sklad za ostarele viničarje ter jih nagrajeval z denarjem in spominskimi darili na Jakobovo nedeljo, ženam viničarjev pa namenjal svilene rute. Nadvojvoda Janez je prav tako zaslužen za potek železnice od Gradca do Trsta skozi Maribor in s tem za razvoj Maribora, za izgradnjo ceste skozi Hudo luknjo na Koroškem in za popis narodnega blaga ter šeg in običajev po Sloveniji.
V dvajsetem stoletju so se v Limbuš priseljevali mariborski industrialisti, veleposestniki in oficirji, ki so bili v Limbušu in okolici poleg benediktincev in Meranovega tretji steber kmetijstva. Poleg teh ključnih lastnikov posestev v kraju je bilo še nekaj kmetov domačinov, ki so delovali v središču Limbuša, Laznici in Vrhovem Dolu. Bilo je tudi nekaj obrtnikov, dve trgovini in kar štiri gostilne, med njimi za Mariborčane in njihove nedeljske izlete posebej privlačna gostilna Julija Robiča.
V preteklosti so v Limbušu obstajale različne bratovščine (npr. vinogradniška bratovščina, ki je oskrbovala grozdni oltar v župnijski cerkvi), predhodnice kasnejšega društvenega povezovanja. 
Leta 1847 je v Limbušu je nastalo prvo Društvo za branje slovenskih bukvic v Sloveniji, ki ga je ustanovil župnik Anton Lah; ta je tudi sestavil prve »reglce« za delovanje slovenskih bralnic. Ti »reglci« so še danes osnova za pravila o delovanju slovenskih knjižnic. 
Za Limbuš je pomembno tudi leta 1890 ustanovljeno Društvo za požarno obrambo, danes Prostovoljno gasilsko društvo Pekre, katerega požarni rajon je tudi celotna krajevna skupnosti Limbuš. V njegovem okviru deluje tudi ena najstarejših gasilskih godba na slovenskem, Gasilska godba PGD Pekre, nekoč med ljudmi poimenovala "Perntalska pleh muzika". (Perntal je ljudsko poimenovanje Vrhovega Dola, predela današnjega Limbuša, kjer so se godbeniki dobivali na vajah. 
Med svetovnima vojnama je v Limbušu nastalo Sokolsko društvo, bilo pa je tudi nekaj poskusov ustanovitve Orlov. Značilnost medvojnega obdobja je izrazito izraženo slovenstvo pri učiteljstvu, duhovništvu in pomembnih krajevnih veljakih. 
Limbuš ima dolgoletno šolsko tradicijo, saj prvi viri o organiziranem osnovnem šolstvu izhajajo iz druge polovice 18. stoletja. Danes je v Osnovni šoli Rada Robiča v Limbušu pouk organiziran v modernih prostorih ter obsega devetletno osnovnošolsko izobraževanje. Ob šoli se nahaja še vrtec in otroške jasli.
V drugi svetovni vojni je bil v Limbušu že 30. maja 1941 ustanovni odbor Osvobodilne fronte in skozi vso vojno izrazita podpora narodnoosvobodilni borbi. Vojnih žrtev na strani podpore NOB je bilo 24. Večje število moških pa je bilo vpoklicanih v nemško vojsko in mnogi so padli daleč od domovine. Koliko natančno, ni raziskano.
Povojni razvoj kraja zaznamujejo intenzivna gradnja zaselkov in infrastrukture, širitev šole, gradnja podjetja Marles in Obrata Gozdnega gospodarstva ter zamiranje zasebnega kmetijstva. 
Limbuš je dal svoj prispevek tudi leta 1991, v času osamosvojitvene vojne za Slovenije, ko so pripadniki Teritorialne obrambe ob pomoči domačinov izvedli uspešno blokado tankovske kolone JLA na Lackovi cesti in na mostu v Limbušu ter dosegli predajo vojakov.
Poosamosvojitveno obdobje je zaznamovano s propadom podjetja Marles in na drugi strani z nastajanjem množice malih podjetij, z izgradnjo zadnjih faz vodovoda, kanalizacije, urejanjem cest zunaj središča kraja, izgradnjo telovadnice ob osnovni šoli in ustvarjanjem pogojev za devetletko ter v letu 2004 z začetkom urejanja ceste skozi središče: s krožiščem se je povsem spremenila podoba središča, ob tem pa je nedaleč vstran nastalo tudi novo naselje poimenovano po nadvojvodi Janezu.
V kraju še danes nastajajo novi individualni stanovanjski objekti ter novi zaselki, s tem pa se iz leta v leto povečuje tudi število prebivalcev. 
V Limbušu se ponovno prebuja tudi ljubiteljska kultura, ki je po svojih aktivnostih na tem območju znana že več kot pol stoletja. Ljubiteljska kultura v Limbušu in Pekrah je znana predvsem po svojih gledaliških predstavah, na katerih ljubiteljski igralci in entuziasti uprizorijo marsikatero domačo in tujo igro.